# Brazilci

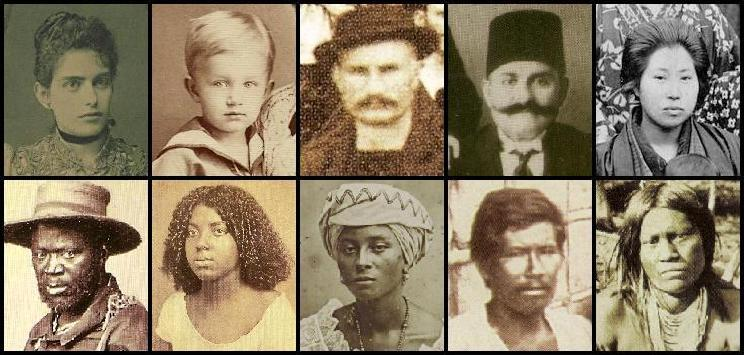
Brazilský lid je multietnický. První řádek: bílí (Portugalec, Němec, Ital a Arab) a japonští Brazilci. Druhá řada: Afričan, pardo (cafuzo, mulato a caboclo) a domorodí Brazilci.

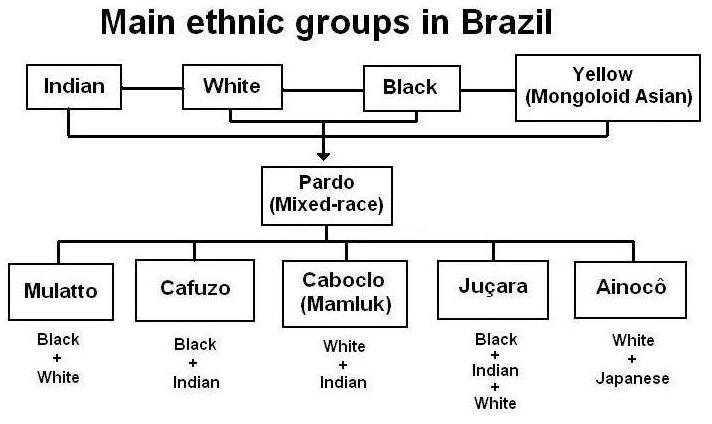
Hlavní brazilské etnické skupiny

Brazilci (portugalsky: Brasileiros) jsou občané Brazílie. Brazilcem může být také osoba narozená v zahraničí brazilskému rodiči nebo zákonnému zástupci, jakož i osoby, které získaly brazilské občanství. Brazílie je multietnická společnost, což znamená, že je domovem lidí mnoha etnických původů. Výsledkem je, že většina Brazilců neidentifikuje svou národnost tak, že by musela nutně přímo souviset s jejich etnickou příslušností; myšlenka etnicity, tak jak je myšlena v evropské kultuře ve skutečnosti není v zemi rozšířená.

## Definice
Podle brazilské ústavy je brazilský občan:
- každý, kdo se narodil v Brazílii, i když rodičům narozeným v zahraničí. Pokud však cizí rodiče byli ve službách cizího státu (například zahraniční diplomaté), dítě není Brazilcem.
- kdokoli narozený v zahraničí brazilskému otci nebo brazilské matce s registrací narození na brazilském velvyslanectví nebo konzulátu. Také osoba narozená v zahraničí brazilskému otci nebo brazilské matce, která nebyla registrována, ale která po dovršení 18 let odešla do Brazílie.
- cizinec žijící v Brazílii, který podal žádost a byl přijat jako brazilský občan.

Podle ústavy jsou si všichni lidé, kteří mají brazilské občanství, rovni, bez ohledu na rasu, etnický původ, pohlaví nebo náboženství.
Cizinec může požádat o brazilské občanství poté, co v Brazílii žil nepřetržitě čtyři roky a je schopen mluvit portugalsky. Rodák ze země, kde je oficiálním jazykem portugalština (Portugalsko, Angola, Mosambik, Kapverdy, Svatý Tomáš a Princův ostrov, Guinea-Bissau a Východní Timor) může požádat o brazilskou státní příslušnost po jednom nepřerušeném roce života v Brazílii. Osoba narozená v zahraničí, která má brazilské občanství, má od narození přesně stejná práva a povinnosti jako brazilský občan, ale nemůže zastávat některé zvláštní veřejné funkce, jako je prezident republiky, viceprezident republiky, ministr (tajemník) obrany, předseda (mluvčí) Senátu, předseda (mluvčí) Sněmovny reprezentantů, důstojník ozbrojených sil a diplomat. V Brazílii žije více než 204 519 000 obyvatel.

## Historie a přehled
Brazilci jsou většinou potomky portugalských osadníků, postkoloniálních přistěhovaleckých skupin, zotročených Afričanů a původních obyvatel Brazílie. Hlavní historické vlny imigrace do Brazílie se odehrály od 20. let 20. století až do sedmdesátých let, většinu osadníků tvořili Portugalci, Italové, Němci a Španělé, s významnou menšinou Japonců, Holanďanů, Arménů, Romů, Řeků, Poláků, Rusů, Ukrajinců a levantských Arabů.